# Французский жестовый язык
Французский жестовый язык (LSF, фр. langue des signes française) — жестовый язык одноимённой семьи, использующийся глухими Франции и других стран. Имеет от 50 000 до 100 000 носителей.
От французского жестового языка, вероятно, произошли (или испытали его сильное влияние) нидерландский, русский жестовый язык, амслен, ирландский, квебекский и другие жестовые языки.

## История
Французский жестовый язык часто неправильно называют работой Шарля-Мишеля де л’Эпе, однако он обнаружил уже существующий старофранцузский жестовый язык, зайдя в дом, где жили две глухие сестры. Он был поражён тому, насколько проработанной была система общения жестами, и начал изучать её.
Спустя некоторое время он основал школу для глухих, разработав систему «методических жестов» для обучения своих студентов письму и чтению. Шарль-Мишель публично демонстрировал свою систему, привлекая внимание педагогов всех европейских стран. Он также популяризовал идею о том, что глухие обучаемы.
Язык, созданный Шарлем-Мишелем, включал жесты, выученные им у глухих, и грамматические категории, придуманные им. Получившаяся система была слишком сложна, к примеру, понятие «непонятный» выражалось пятью жестами («внешний»—«понимать»—«возможность»—«прилагательное»—«нет»), тогда как в естественном языке используется комбинация «понимать»—«не».
Де л’Эпе не создавал французского жестового языка, но сыграл решающую роль в споре «нужна ли глухим устная речь», доказав, что они могут думать и не используя звучащие слова. Кроме того, он ускорил развитие языка, собрав множество носителей в своей школе.
До конца XIX века язык процветал. Однако сторонники обучения глухих только устной речи («оралисты») в дебатах на Втором международном конгрессе по вопросам образования глухих 1880 года пришли к выводу, что жестовый язык является лишь препятствием для обучения детей речи. Французский жестовый язык был полностью запрещён в школах.
Положение жестового языка изменилось только в конце 1970-х, когда сообщество глухих начало активно выступать за двуязычное обучение. В 1991 году национальная ассамблея приняла закон Фабюса, разрешив преподавание на французском жестовом языке. В 2004 году был принят ещё один закон, согласно которому французский жестовый язык получил статус полноценного языка.

### Алфавит
Дактильный алфавит французского жестового языка используется для обозначения понятий, для которых нет отдельных жестов, а также для ввода французских слов в речь.
| Буква | Пояснение                                                           | Буква | Пояснение                                                                                        | Буква | Пояснение                                            |
| ----- | ------------------------------------------------------------------- | ----- | ------------------------------------------------------------------------------------------------ | ----- | ---------------------------------------------------- |
|       | Кулак с отогнутым большим пальцем                                   |       | Кулак с отогнутыми большим пальцем и мизинцем, покачивание. Большой палец может не отгибаться.   |       | Кулак                                                |
|       | Открытая ладонь с поджатым большим пальцем                          |       | Кулак с разогнутыми и раздвинутыми указательным и средним пальцами, большой вытянут в их сторону |       | Из кулака под углом 90° отогнут                      |
|       | Вид сбоку                                                           |       | Кулак с отогнутыми указательным и средним пальцами                                               |       | Кулак с разогнутыми указательным и средним пальцами  |
|       | Вид сбоку кисть собрана, указательный палец отогнут                 |       | Плоская кисть тыльной стороной вверх, в сторону собеседника                                      |       | Форма аналогична K, но большой палец прижат к кулаку |
|       | Пальцы согнуты, большой может касаться остальных                    |       | Аналогично «M», но отогнуты только средний и указательный пальцы                                 |       | Три пальца разогнуты                                 |
|       | Вид сбоку ладонь расставлена, указательный палец наложен на большой |       | Пальцы собраны в кольцо                                                                          |       | Круглый указательный палец отогнут                   |
|       | Кулак, указательный палец разогнут                                  |       | Указательный (может быть вместе со средним) палец указывает на собеседника и вниз                |       | Из кулака отогнуты большой и мизинец                 |
|       | Знак «коза»                                                         |       | Палец (или форма буквы C) указывает вниз                                                         |       | Отогнутый указательный палец «рисует» контур буквы   |
|       | Кулак с отогнутым мизинцем                                          |       | Скрещёные указательный и средний палец указывают наверх, ладонью к собеседнику                   |       |                                                      |